# God's Creatures (pintura)
God's Creatures é um pintura a óleo feita em 1913 por Eugen von Blaas, um artista austro-italiano nascido na Itália, porém com pais austríacos. Von Blaas, também conhecido como Eugene de Blaas ou Eugenio Blaas, aprendeu a pintar com seu pai que também era pintor. Blaas adotou o estilo que ele descreveu como Classicismo Acadêmico.
Em Junho de 2020 essa obra foi leiloada para uma coleção privada pela Sothebys num leilão online com a aposta inicial de 70 mil libras esterlinas. A obra representa uma freira católica debruçada em um balcão olhando fixamente para uma revoada de andorinhas. Qualquer simbolismo presente na obra pode estar relacionada às convicções religiosas de Blaas, visto que a representação de freiras são frequentes em suas obras.